# 延帝夫人
延帝夫人（えんていふじん、朝鮮語: 연제부인）は、新羅の第22代の王・智証麻立干の夫人、新羅の第23代の王・法興王の生母。

## 人物
『三国遺事』によると、冬の老ゆる樹の下に太鼓ほどの大きさの大便で智証麻立干の夫人に選ばれたとのこと。。

## 家族
- 夫：智証麻立干
- 子：法興王